# Hermanniella similis
Hermanniella similis är en kvalsterart som beskrevs av Sitnikova 1973. Hermanniella similis ingår i släktet Hermanniella och familjen Hermanniellidae. Inga underarter finns listade i Catalogue of Life.